# 다테이시촌 (후쿠오카현 아사쿠라군)
다테이시촌(立石村)은 후쿠오카현 아사쿠라군에 있던 촌이다. 현재의 아사쿠라시의 일부에 해당한다.